# La Elevación de la Cruz (Francisco del Rincón)
La Elevación de la Cruz es una obra realizada por Francisco del Rincón entre 1604 y 1606. Portado el Viernes Santo en la Procesión General de la Sagrada Pasión del Redentor por la Cofradía de la Exaltación de la Santa Cruz y Nuestra Señora de los Dolores, el grupo escultórico está ubicado en el Museo Nacional de Escultura, en Valladolid (Castilla y León, España).

## Historia

### Contexto
Antes de la creación del grupo los conjuntos procesionales solían estar elaborados en lino o «papelón», término empleado por Tomé Pinheiro da Veiga en su obra Fastiginia, donde describió los pasos de forma exagerada como «muchos y muy hermosos, están armados sobre unas mesas, algunas tan grandes como casas ordinarias».: 45  Con estos materiales se conseguía un peor acabado y en consecuencia una escasa calidad artística, además de condicionar las obras a continuas intervenciones dada su fragilidad, motivo por el que prácticamente ninguna de ellas ha llegado a nuestros días: 37  (solo se conserva La Entrada Triunfal de Jesús en Jerusalén, obra atribuida a Francisco Giralte), si bien por otro lado resultaban ligeras y, por tanto, fáciles de transportar durante las procesiones. La creación de La Elevación de la Cruz supuso un hito ya que este conjunto fue el primer grupo escultórico tallado enteramente en madera en desfilar en Semana Santa, siendo esta tendencia imitada por otros artistas como Gregorio Fernández ya que el material de estas nuevas obras permitía una calidad y durabilidad muy superiores en comparación con las realizadas en «papelón», si bien su peso notablemente superior dificultaba su traslado, problema que se solucionaría posteriormente con el ahuecamiento.: 37 

### Atribución
Actualmente se sabe que la obra fue realizada por Francisco del Rincón poco después de elaborar el retablo de la Anunciación para la Iglesia de Nuestra Señora de las Angustias de Valladolid. No obstante, antes de que se conociese el nombre de su autor Juan Agapito y Revilla la asignó al catálogo de Fernández al considerar que el tallado de los cabellos y los brazos se correspondía con su producción.: 90  Siguiendo esta tesis, varios otros expertos la consideraron como el precedente del primer estilo del entallador, llegándose a sugerir también la participación del artista gallego como colaborador de del Rincón en la hechura del conjunto.: 38  Sin embargo, ya con anterioridad José Martí y Monsó atribuyó el grupo exclusivamente a del Rincón basándose en unas notas contenidas en los libros de la Cofradía Penitencial de la Sagrada Pasión de Cristo, donde constan para el año 1604 una serie de pagos al tallista (en total 1260 reales) en concepto de la elaboración de un paso procesional sin especificarse la temática del mismo: «1604.—Gastos—a franco del Rincon quatrocientos r.s a quenta de las figuras q iço este año=ótros ducientos R.s a 
Rincon a quenta de las figuras q hace para el paso.=mas di ducientos R.s a Rincon a q.ta del paso q ace para la cofradia=mas a Rincon quatrocientos y sesenta R.s con los quales le acabe de pagar todo lo que se le quedo dar p.r la echura de los sayones p.a el paso».: 499 

### Elaboración y modificación
De acuerdo con el contrato, firmado en 1604,: 134  del Rincón tuvo que ajustarse a diversas cláusulas en las que se detallaban las figuras que debían componer la escena, su tamaño y su disposición; a mayores se indicaba que todas las imágenes tenían que estar en su totalidad talladas en madera de pino de Segovia, describiéndose incluso la forma que debían adoptar las andas. Estas exigencias dejan patente que la idea de realizar un paso enteramente en madera fue de la hermandad, lo que unido a la gran destreza de del Rincón se tradujo en una obra revolucionaria que cambiaría los estándares establecidos en cuanto a la escultura procesional. En principio podría destacar el hecho de que Pinheiro da Veiga no hiciese mención alguna al grupo escultórico al hablar de las procesiones de Valladolid en Fastiginia, publicada en 1605, pues supuestamente el paso debía estar terminado como muy tarde en 1604 atendiendo a los abonos registrados en los libros de la cofradía;: 38  en realidad del Rincón trabajó en la obra durante dos años, por lo que la misma no estuvo terminada hasta 1606, hecho que explica su omisión por parte del cronista portugués. Compuesto el grupo inicialmente por seis imágenes (Cristo y cinco sayones), en 1657 se añadieron las tallas de Dimas y Gestas, ambas realizadas probablemente por Francisco Díez de Tudanca, siendo por consiguiente esta la composición que contempló Manuel Canesi Acevedo cuando mencionó brevemente el conjunto en 1750, el cual describió como «Cristo en la Cruz y los judíos tirando con unas sogas de ella para enarbolarla y los dos ladrones a su vista en el suelo de pie».: 23–24 

### Desintegración y reconstrucción

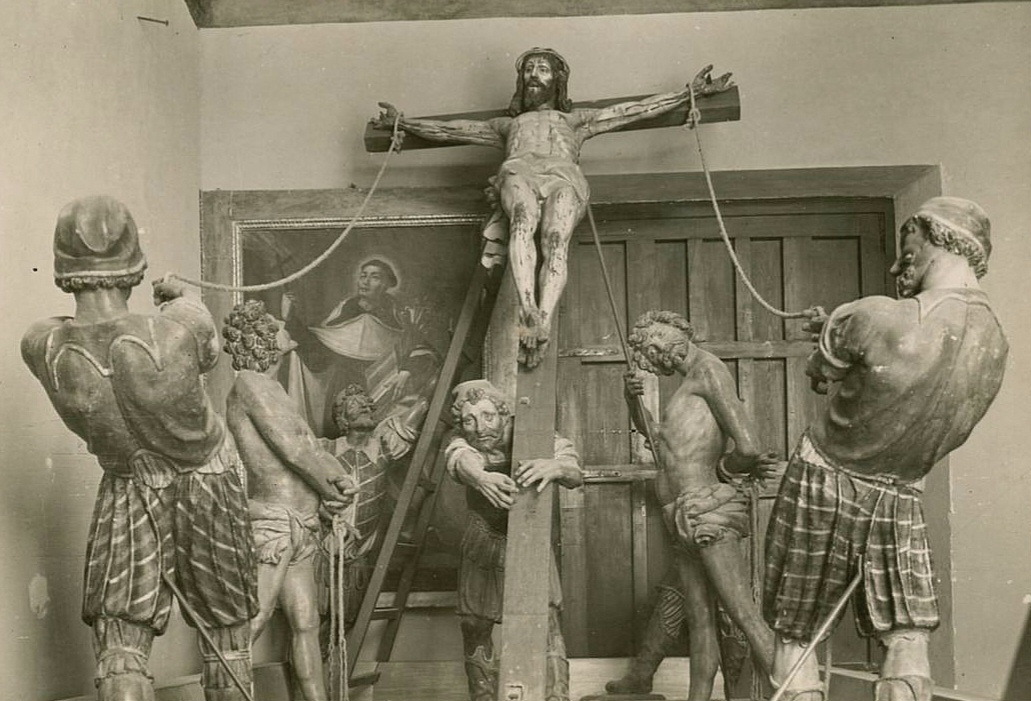
Tarjeta postal de la década de 1940. En la cruz figura la imagen titular del Paso Nuevo de Nuestra Señora y San Juan, colocada en 1929 por Juan Agapito y Revilla.

El siglo xix fue la peor etapa para las iglesias y las cofradías españolas, pues junto con la pérdida casi total de los desfiles de Semana Santa se produjo la desamortización impuesta por Juan Álvarez Mendizábal, lo que supuso para las hermandades el perder la titularidad de sus bienes, los cuales pasaron a ser propiedad del Estado. No todas las figuras tuvieron el mismo destino: las imágenes titulares, dada su importancia, permanecieron en los templos expuestas al culto, mientras que las imágenes secundarias, tales como verdugos y santos, acabaron olvidados en los sótanos de las iglesias y condenados al deterioro debido a que no recibían ningún tipo de cuidado, lo que en algunos casos condujo a su total pérdida. Esta decadente situación impulsó a la Academia de Bellas Artes de la Purísima Concepción de Valladolid a tomar cartas en el asunto: la institución procedió a reunir todas estas piezas, las cuales pasarían en 1842 a integrar el catálogo del recién fundado Museo Provincial de Bellas Artes. A pesar de que allí se encontraban en mejores condiciones de conservación, las imágenes seguían estando desorganizadas y sin catalogación alguna, circunstancia que cambiaría drásticamente en la década de 1920 con el renacer de las cofradías y las procesiones, lo que a su vez se tradujo en la recomposición de los pasos antiguos. Agapito y Revilla fue quien rearmó el conjunto escultórico, tarea para la que se sirvió no solo de su juicio artístico sino también de los documentos donde figuraban las instrucciones para el montaje de los pasos de la Cofradía de la Pasión. El grupo quedó no obstante inconcluso debido a la ausencia de la talla de Cristo, la cual el historiador consideró perdida, afirmando en 1925 que la reconstrucción se terminaría «si se encontrase un Cristo crucificado, pero vivo y sin la lanzada, que no he podido hallar». Para 1929 Agapito y Revilla informó haber descubierto una imagen cristífera de las características requeridas en la Iglesia de la Pasión, pieza que atribuyó a del Rincón y consideró en consecuencia la titular de La Elevación de la Cruz. No obstante, el historiador estaba en un error puesto que la imagen escogida era en realidad la titular del Paso Nuevo de Nuestra Señora y San Juan, talla adjudicada a Tudanca.: 38–39 
El conjunto no quedaría realmente completo hasta 1993, cuando durante una recomposición de los pasos custodiados en el Museo Nacional de Escultura Luis Luna Moreno descubrió la talla original de Cristo en el Convento de San Quirce y Santa Julita, lugar donde las monjas lo veneraban bajo la creencia de que la imagen representaba a San Dimas. Antes de llegar al convento, el crucificado sufrió un cambio de identidad por el hecho de llevar más de un siglo sin incorporarse al paso, lo que propició que se olvidase su pertenencia al grupo de La Elevación de la Cruz y pasase a llamarse San Dimas, circunstancia que conllevó su traslado al cenobio junto con otros bienes de la hermandad tras el cierre de la Iglesia de la Pasión en 1926 y el correspondiente cambio de sede de la cofradía.: 39  Agapito y Revilla tuvo ocasión de ver la imagen en el templo un año antes de su clausura, donde presidía una hornacina ubicada junto al retablo mayor en el lado del evangelio, «en lo que viene a ser crucero»,: 77  habiéndose custodiado previamente en la Sala de Juntas o Cabildos de acuerdo con los inventarios llevados a cabo en 1803 y 1815, en los que la imagen figura correctamente identificada como Santo Cristo de la Elevación;: 47  se cree que pudo ser en 1842 cuando se produjo este malentendido puesto que fue en ese año cuando la imagen se instaló en el crucero además de trasladarse al Museo Provincial de Bellas Artes varias tallas procesionales secundarias, las cuales, al igual que el Santo Cristo de la Elevación, habían estado almacenadas hasta entonces en la Sala de Juntas, espacio que fue reutilizado por la cofradía para sacar provecho económico mediante la celebración de funciones de títeres y exhibiciones de estatuas de cera en las ferias junto con otras actividades no religiosas. Convertido el paso en 1944 en el titular de la Cofradía de la Exaltación de la Santa Cruz y Nuestra Señora de los Dolores, tras la restauración del grupo en 2000 la talla de Cristo volvió a ser retirada y a día de hoy se custodia nuevamente en clausura en el Convento de San Quirce y Santa Julita, formando parte del conjunto solo durante las procesiones.

## Descripción

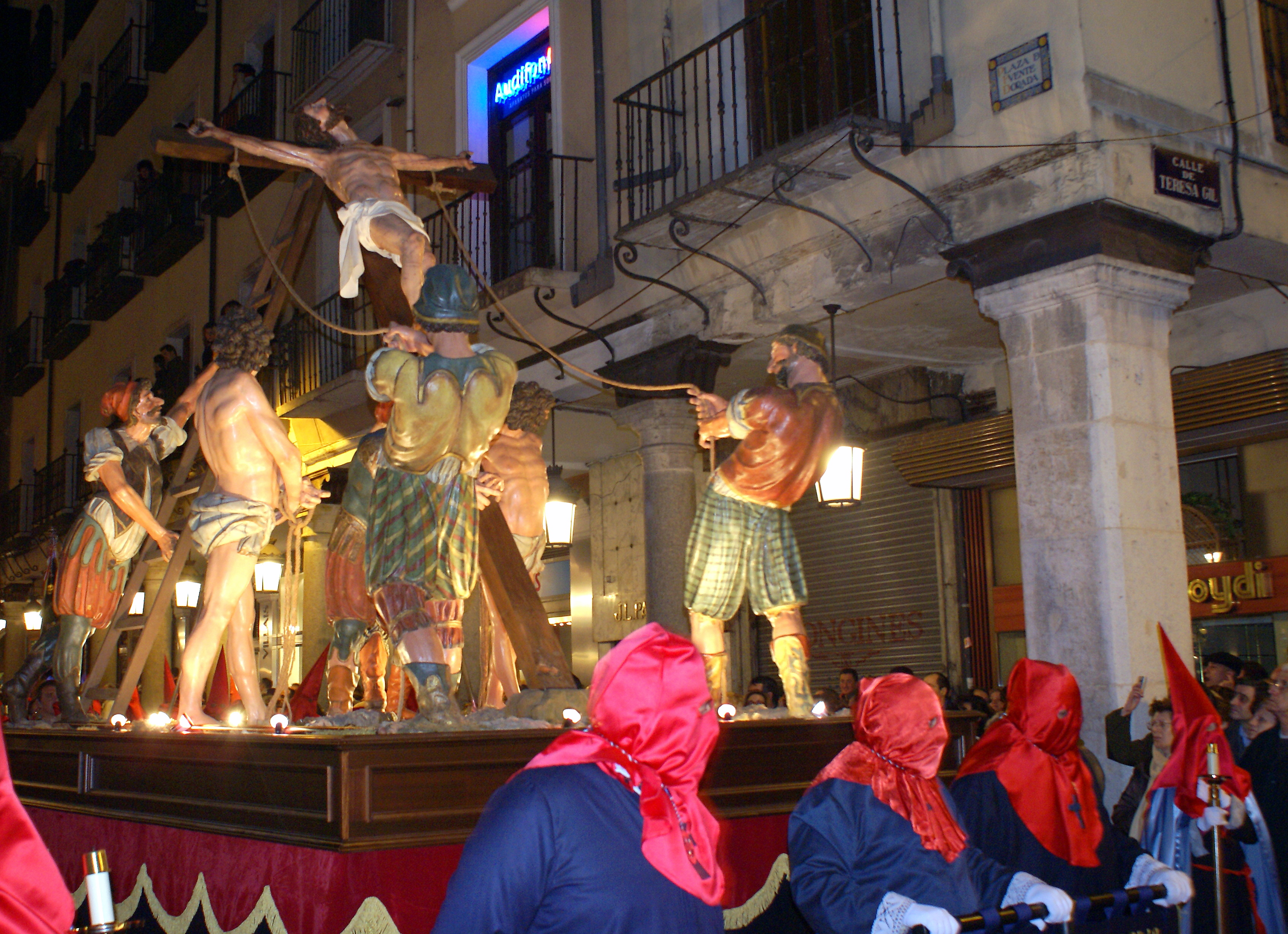
El paso en procesión durante la Semana Santa de 2008.

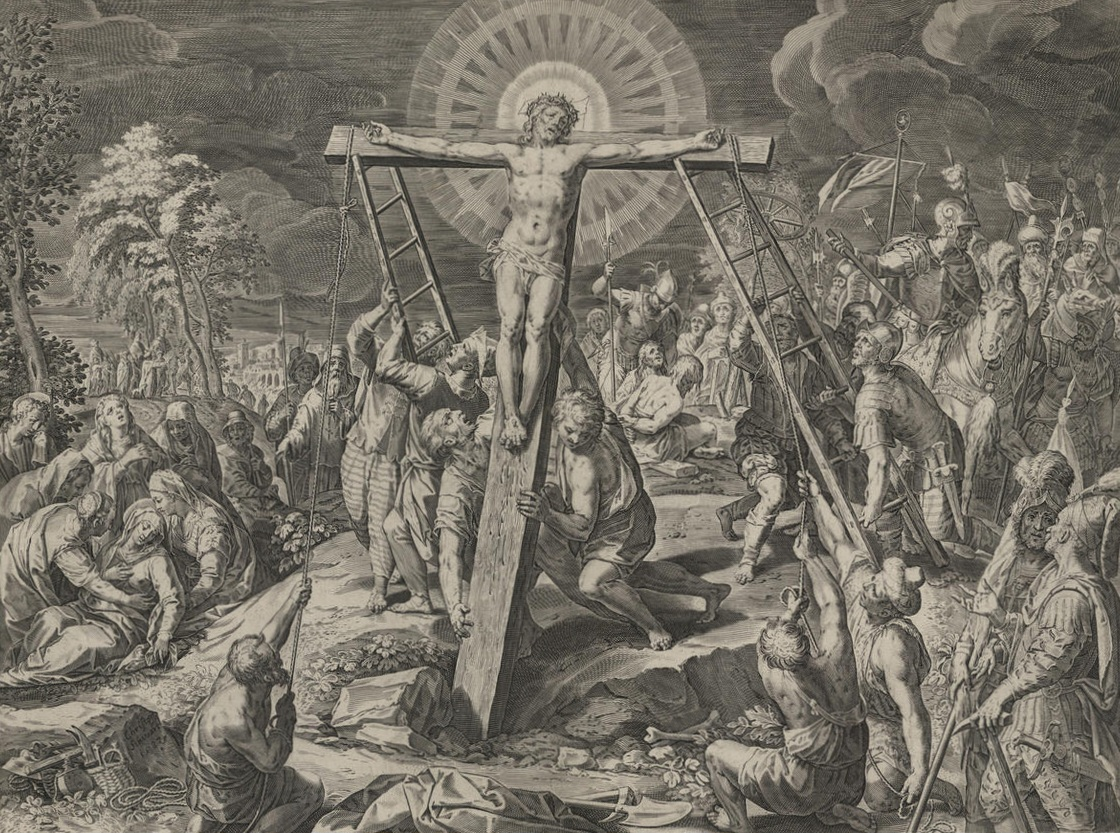
La Elevación de la Cruz (1587), por Aegidius Sadeler II.

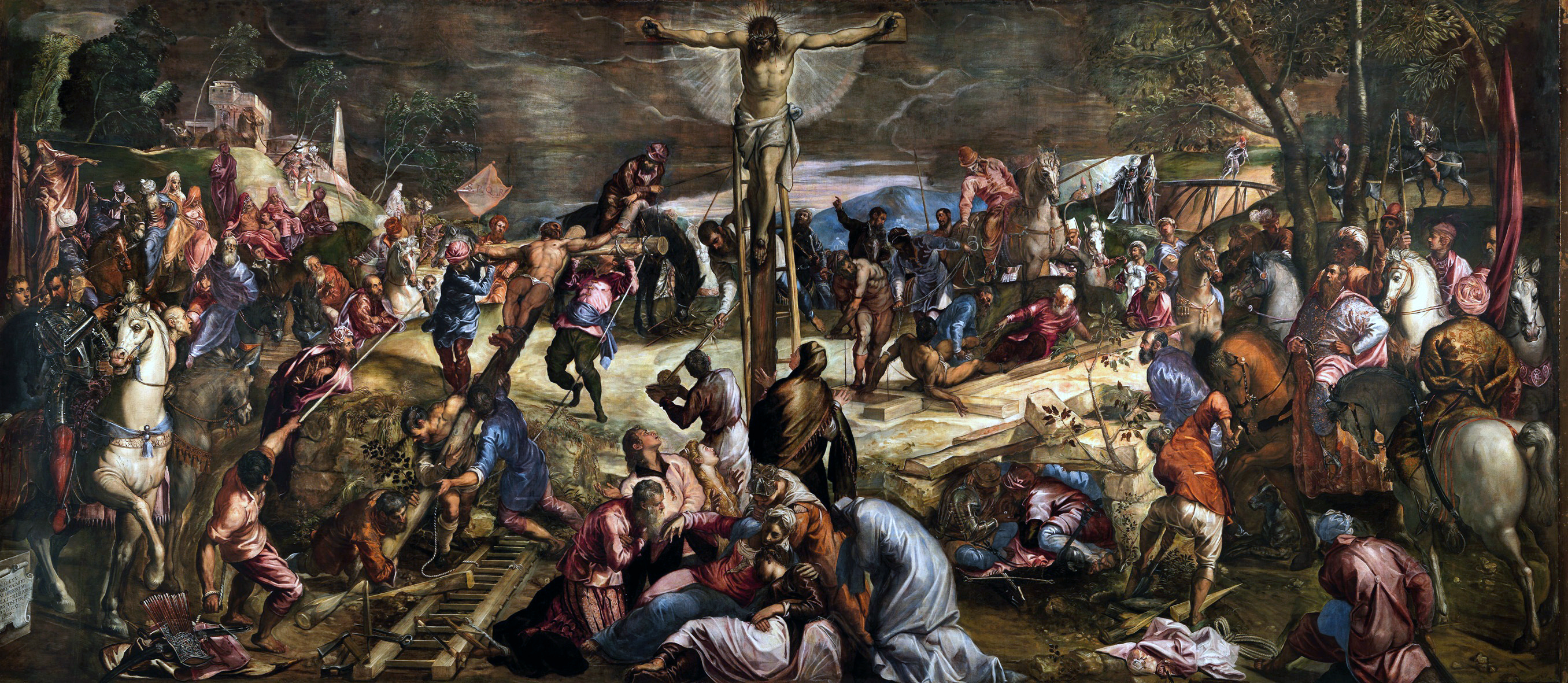
Crucifixión (1565), por Tintoretto.

Pese a la detallada descripción dada en los evangelios sobre la Crucifixión, el momento del levantamiento de la cruz no figura en ellos, motivo por el que tal vez no constan representaciones de este episodio con anterioridad al Concilio de Trento, si bien con posterioridad tampoco abundan en el mundo de las artes a excepción de algunas pinturas y grabados, con Louis Réau declarando que el momento de la erección de la cruz posee un precedente en la disposición por parte de Moisés de una serpiente de bronce en un asta.: 39  José Ignacio Hernández Redondo sostiene que el escultor pudo haberse inspirado en el grabado La Elevación de la Cruz (1587), obra de Aegidius Sadeler II a partir de una composición de Christoph Schwarz,: 157  aunque la Crucifixión de Tintoretto para la Scuola Grande di San Rocco de Venecia en 1565 fue quizá un referente más probable para del Rincón gracias a la circulación en el entorno artístico de la corte a comienzos del siglo xvii de un grabado de la obra realizado en 1589 por Agostino Carracci. Con posterioridad empezarían a abundar las imágenes del levantamiento de la cruz, destacando principalmente las obras de Jerónimo Nadal en la edición en Amberes de 1607 del Evangelicae Historiae Imagines, pieza que adquiriría gran influencia al momento de plasmar los hitos iconográficos adaptados a las directrices de la Contrarreforma. En el plano escultórico sobresalen igualmente las estatuas de los Sacromontes italianos, cargados de múltiples paralelismos con las obras españolas en lo relativo al vínculo entre espacio y concepto escénico.
La escasez iconográfica de este momento de la Pasión debió suponer un inconveniente para del Rincón ya que no disponía de casi ninguna referencia visual, teniendo el artista que hacer frente a dos grandes contratiempos: componer la escena de modo que quedase reflejado el gran esfuerzo llevado a cabo por las imágenes, y establecer un vínculo entre todas ellas mediante miradas, poses, actitudes, etc. A mayores estaba el problema de que al ser procesional el grupo sería contemplado desde todos los ángulos posibles, por lo que el tallista tenía que conseguir una visión completa de la obra;: 40  tal y como apuntó Juan José Martín González, el verdadero problema de los grupos escultóricos numerosos surgía a partir de tres figuras, pues conforme aumentaba el número de personajes lo hacía también la dificultad de la composición.: 124–125  La obra se halla integrada por un total de ocho imágenes: Cristo, Dimas, Gestas y cinco sayones en una gran variedad de poses. Del Rincón, en un alarde de estereometría, hizo uso de un diseño en forma de pirámide, con el vértice superior delimitado por la cabeza de Cristo, estando el conjunto dotado de simetría pese al aparente caos de la escena: en la zona posterior se halla una pareja de sayones, uno empujando al parecer una escalera hacia arriba y el otro tirando de su propio cuerpo hacia atrás con el fin de obtener el impulso necesario para poder levantar el madero; en el medio un verdugo separando a Dimas y Gestas; y en el frente otro par de sayones (denominados «los reventaos»), ambos contrapuestos y tirando cada uno de una cuerda sujeta al travesaño de la cruz, con el de la izquierda adelantando la pierna derecha y el otro al revés en perfecto equilibrio compositivo. Todo ello hace que el peso esté estratégicamente repartido y que el grupo cuente con un total de tres perspectivas: una frontal, otra diagonal (regida por la inclinación de la cruz) y otra en altura.: 40 
El escultor logró plasmar una escena de marcado carácter teatral bastante equilibrada y compensada gracias a la calculada distribución de los sayones (vestidos con prendas propias del siglo xvii, destacando chalecos, cenojiles y sayas de manga corta), a lo que se suman una serie de detalles que proporcionan un elevado grado de movimiento al conjunto: la notable torsión de los cuellos de los sayones «reventaos» al tirar fuertemente de las cuerdas o la disposición de sus extremidades (muy impresionistas) en un armonioso alarde de contrapuestos. Las demás figuras del paso contribuyen a su vez a la sensación de movimiento mediante poses arriesgadas, aunque teniendo todas sin embargo actitudes compensadas, siendo el paño de pureza de Cristo, realizado en lienzo en vez de en madera, otro de los elementos que aporta dinamismo y aproximación a la realidad por el hecho de ondear con el viento durante las procesiones.: 40–41  Todas las imágenes, ahuecadas para reducir su peso (en algunas el grosor de la madera es de apenas unos cuantos milímetros), hacen gala de un estilo manierista tendente al romanismo así como de un tímido naturalismo; las figuras reflejan tranquilidad y gallardía caracterizadas por movimientos serpenteantes tal vez influenciados por Pompeo Leoni, destacando una serie de detalles definitorios del catálogo de Del Rincón presentes en La Elevación de la Cruz: las dobleces en paralelo de las calzas, el recogido de las camisas en los brazos y la gesticulación de los dedos (característica que Fernández emplearía con gran profusión).: 41  En cuanto a la hipotética colaboración del escultor gallego en la hechura del paso, Jesús Urrea argumentó la existencia en el grupo de una serie de rasgos propios de su catálogo: modelado blando, cabelleras revueltas, etc.: 494  A nivel físico todas las figuras poseen una notable anatomía, exagerada en los rostros burlones y grotescos de los sayones para hacer reconocible su maldad, mientras que las ropas lucen tonos muy vivos, lo cual contrasta fuertemente con la desnudez de Cristo, Dimas y Gestas, quienes únicamente visten un paño de pureza (el de los ladrones tallado en madera).: 41  Los verdugos están dotados de un elevado grado de plasticidad y fueron considerados por Agapito y Revilla como «de los que yo califico de muy buenos», diferenciando el historiador dos clases de sayones: unos buenos «con figuras de actitudes violentas y rostros expresivos de bajas pasiones», y otros de calidad «medianeja, no sólo en la traza, sino hasta en la técnica de la labor».: 48 

### Cristo
Esta talla es la de mayor interés de todo el conjunto. Muestra a Jesús con vida y con el cuerpo lleno de heridas, destacando el acierto del escultor al tomar la decisión de tallar una fisionomía completa, incluidos los genitales, aumentando así el nivel de dramatismo. El recurso de la anatomía completa sería utilizado por Fernández en, entre otros, el Cristo de El Descendimiento de la Cofradía Penitencial de la Santa Vera Cruz, el Cristo yacente de la Iglesia de San Miguel y San Julián, y el Árcangel San Gabriel del Museo Diocesano y Catedralicio de Valladolid. Destaca en la imagen de del Rincón una pronunciada torsión en el cuello producto del levantamiento de la cruz, lo que aporta movimiento y teatralidad a la obra a la vez que dramatismo por el gesto de imploración de Jesús, existiendo un precedente en un crucificado de Juan de Juni custodiado en clausura en el vallisoletano Convento de la Concepción del Carmen.: 41 

### DimasyGestas
Dimas, con unas medidas de 167 × 52 × 65 cm, y Gestas, con unas dimensiones de 165 × 60 × 68 cm, se hallan en perfecta armonía compositiva gracias a la torsión de sus cabezas, lo que se complementa con otros detalles: Dimas tiene las manos atadas por delante y está mirando a Cristo con un semblante de paz y serenidad, mientras que Gestas tiene las manos atadas a la espalda (arqueada por tener la pierna izquierda hacia atrás) y dirige la vista al espectador con actitud grosera y burlona. Desnudos salvo por el paño de pureza, Agapito y Revilla los describió como «hechos con soltura, y no apuran el modelado; pero tienen rasgos que acusan la labor de artista entendido, y, sobre todo, unos rostros cínicos y burlones».: 48  Cabe destacar que en el montaje antiguo las cruces de los ladrones se posicionaban tendidas en el suelo junto a ellos.

### Sayones
El Sayón de la escalera, con unas medidas de 196 × 60 × 108 cm, destaca por su elegancia. Adornado con un gorro frigio, tiene la vista dirigida al cielo con el fin de comprobar el correcto desarrollo del levantamiento de la cruz. Sujeta la escalera que después se usará para colocar el letrero de INRI con ambas manos, con el brazo derecho a la altura del vientre y el izquierdo alzado frente al sexto peldaño. El Guerrero de la pértiga posee unas dimensiones de 163 × 54 × 100 cm y con un palo sujeta la cruz para que no caiga. Va ataviado como un soldado romano: la toracata se ornamenta con flores y se tamiza con policromía dorada, destacando un casco sobre la cabeza sujeto a ella por un lazo bajo el mentón. El Sayón de la cruz, con unas medidas de 140 × 64 × 111 cm, luce un gorro frigio al igual que el Sayón de la escalera, tocarata, calzas y botas. El esfuerzo de levantar la cruz lo realiza con el hombro izquierdo, mientras con la mano derecha indica a los sayones de enfrente que efectúen el último movimiento necesario para elevar el madero. El último par de verdugos, los Sayones de las cuerdas o «los reventaos», miden respectivamente 151 × 47 × 89 cm y 151 × 42 × 83 cm. Tocados con gorros frigios al igual que el Sayón de la escalera y el Sayón de la cruz, ambos tienen idéntica disposición salvo en el adelantamiento de las piernas,: 42  haciendo gala de un estudiado cálculo del eje de gravedad pese a lo arriesgado de su postura.

## Réplica
La Elevación de la Cruz adquirió tal fama en los desfiles procesionales que en 1614 la Cofradía Penitencial de Nuestro Padre Jesús Nazareno de Palencia comisionó a Lucas Sanz de Torrecilla la elaboración de una copia. Previo al encargo, el alcalde de la hermandad se desplazó a Valladolid para contemplar el grupo de del Rincón, del que dijo lo siguiente: «Es una cosa muy buena y que edifica mucho». Pese a tratarse de una réplica, no se llegaron a añadir ni los ladrones ni el Guerrero de la pértiga,: 42  siendo el paso en términos generales de una calidad inferior a la del conjunto vallisoletano.